# Artur Litvinchuk
Artur Litvinchuk (n. 4 ianuarie 1988, Mazyr⁠(d), Belarus) este un caiacist ce a reprezentat Belarus, medaliat olimpic. A participat la o ediție a Jocurilor Olimpice (2008) în care a câștigat o medalie de aur.

## Participări
Lista de mai jos prezintă principalele competiții la care a participat Artur Litvinchuk de-a lungul carierei.
- canoeing at the 2008 Summer Olympics – men's K-4 1000 metres[*]